# 三上経実
三上 経実（みかみ つねざね）は戦国時代の武将で因幡国巨濃郡岩井庄の三上氏当主。道竹城主。実名は不明だが姉妹がいる。

## 生涯
経実が初めて史料に登場するのは天文7年（1538年）7月のことである。当時、経実は守護・山名誠通による岩井庄の押領の停止と所領の保全を大舘常興を通じて幕府に求めていたが不調に終わり、但馬山名氏に接近するようになっていた。（一説によれば、経実は但馬山名氏の代官であったといい、但馬山名氏が因幡に進出するための重要な拠点である岩井庄の経営を任されていたという。）
天文10年（1541年）6月29日、道竹城下で誠通に急襲された経実は現在の岩美町本庄地区内で討ち取られ戦死した（道竹城合戦）。
ちなみに経実夫妻には実子がいなかったようであり、経実の死後、三上氏は残された妻の再婚や経実姉妹の後継への干渉など後継問題を抱えたが生前の経実の世話をした大舘常興や幕府奉行人の飯尾貞広、治部貞兼の助言などにより、伯耆山名一族の山名こ不二郎が養子として経実の跡を相続した。

## 経実と山名東揚
なお、江戸時代の頃から但馬山名系の山名東揚が還俗して三上兵庫頭豊範と名乗ったとする説が存在している。これは小泉友賢が『因幡民談記』に記したものであるが、中世史研究家の高橋正弘によってこの説が誤った時代背景の認識からきたものであることが示された。高橋氏は友賢の頃になると経実を始めとする三上氏の存在が風化しており、友賢はわずかに残った経実と東揚の伝承を下地に山名東揚=三上兵庫頭という話を作り上げてしまったのではないかと指摘している。